# Алакранит
Алакранит — редкий минерал. Содержит серу и мышьяк. Имеет жёлтовато-оранжевый цвет, цвет черты такого же цвета, алмазный блеск, формулу As8S9.